# Clara Schneider
Clara Schneider (Werenzhain, 2 de agosto de 2004) es una deportista alemana que compite en ciclismo en la modalidad de pista. Ganó dos medallas de bronce en el Campeonato Europeo de Ciclismo en Pista de 2025, en las pruebas de 1 km contrarreloj y velocidad por equipos.

## Medallero internacional
| Campeonato Europeo | Campeonato Europeo       | Campeonato Europeo | Campeonato Europeo    |
| Año                | Lugar                    | Medalla            | Competición           |
| ------------------ | ------------------------ | ------------------ | --------------------- |
| 2025               | Heusden-Zolder (Bélgica) | Medalla de bronce  | 1 km contrarreloj     |
| 2025               | Heusden-Zolder (Bélgica) | Medalla de bronce  | Velocidad por equipos |